# Eliminatórias da Copa do Mundo de Futebol Feminino de 2023
As eliminatórias da Copa do Mundo Feminina da FIFA 2023 decidiram  30 das 32 equipes que disputarão a Copa do Mundo de Futebol Feminino de 2023. É a nona Copa do Mundo de Futebol Feminino, o torneio mundial quadrienal de futebol feminino da FIFA.

## Ampliação e Mudanças no Formato
Em 5 de junho de 2019, algumas horas antes da final da Copa do Mundo Feminina daquele ano, o presidente da FIFA, o suíço-italiano Gianni Infantino declarou em uma coletiva de imprensa que aquela edição era uma edição sem precedentes na história do torneio, com um interesse de mídia nunca visto, o que levou as maiores audiências de televisão jamais registradas na história do futebol feminino. Ao final desta declaração, ele anunciou que a entidade havia elaborado uma lista com cinco metas a serem atingidas pelo futebol feminino nos próximos anos. Faziam parte desta lista:
- Criação de um mundial de clubes, aos moldes do que já acontece com os homens desde 2005.
- Criação da Liga Mundial Feminina, seguindo os moldes da Liga das Nações da UEFA.
- Com o aumento do nível dos jogos registrado nas duas edições anteriores,a entidade decidiu aumentar o número de seleções participantes de 24 para 32, a fim de igualar o formato do torneio masculino, vigente desde 1998.
- Dobrar as premiações para a Copa de 2023, também igualando estes valores aos dos homens.
- Dobrar os investimentos no desenvolvimento do esporte para US$1 bilhão.[1][2]

Em 31 de julho do mesmo ano, o quadro executivo da entidade ratificou a primeira meta, que era a equiparação do formato dos dois torneios. No entanto,alguns meses mais tarde,a entidade decidiu que ele será vigente no masculino até 2022, já que a partir de 2026 passará a ser 48 seleções.

## Vagas
Vagas diretas
4 para África (CAF)
6 para Ásia (AFC)
4 para América do Norte, Central e Caribe (CONCACAF)
3 para América do Sul (CONMEBOL)
1 para Oceania (OFC)
11 para Europa (UEFA)

Vagas na repescagem
2 para Ásia (AFC)
2 para África (CAF)
2 para América do Norte, Central e Caribe (CONCACAF)
2 para América do Sul (CONMEBOL)
1 para Oceania (OFC)
1 para Europa (UEFA)
Como funcionará a Repescagem
A repescagem funcionará da seguinte forma: 10 seleções serão divididas em três grupos, dois com três países e um com quatro. A líder de cada um estará garantida na Copa do Mundo. Times do mesmo continente não poderão ficar no mesmo grupo, e o torneio funcionará como evento-teste.

## Qualificados
As competições que qualificaram as seleções para a Copa do Mundo serão disputadas ainda em datas a serem definidas, onde serão apuradas 32 seleções para o torneio, além das anfitriãs Austrália e Nova Zelândia e que já estão previamente classificadas por serem os países sede. Serão 29 vagas diretas para a competição e 3 vagas por repescagem. A repescagem funcionará da seguinte forma: 10 seleções serão divididas em três grupos, dois com três países e um com quatro. A líder de cada um estará garantida na Copa do Mundo. Times do mesmo continente não poderão ficar no mesmo grupo, e o torneio funcionará como evento-teste. A divisão das vagas foi realizada no dia 23 de dezembro de 2020.
| Confederação                                 | Seleção        | Presenças | Primeira presença | Última presença | Melhor resultado anterior                      |
| -------------------------------------------- | -------------- | --------- | ----------------- | --------------- | ---------------------------------------------- |
| AFC (5 vagas + país-sede)                    | Austrália      | 8         | 1995              | 2019            | Quartas de final (2007, 2011 e 2015)           |
| AFC (5 vagas + país-sede)                    | China          | 7         | 1991              | 2019            | Vice-campeã (1999)                             |
| AFC (5 vagas + país-sede)                    | Coreia do Sul  | 3         | 2003              | 2019            | Oitavas de final (2015)                        |
| AFC (5 vagas + país-sede)                    | Japão          | 8         | 1991              | 2019            | Campeã (2011)                                  |
| AFC (5 vagas + país-sede)                    | Filipinas      | 1         | –                 | –               | Estreante                                      |
| AFC (5 vagas + país-sede)                    | Vietnã         | 1         | –                 | –               | Estreante                                      |
| OFC (1 vaga, sendo direcionada ao país-sede) | Nova Zelândia  | 6         | 1991              | 2019            | Fase de grupos (1991, 2007, 2011, 2015 e 2019) |
| UEFA (11 vagas)                              | Espanha        | 3         | 2015              | 2019            | Fase de grupos (2015)                          |
| UEFA (11 vagas)                              | França         | 5         | 2003              | 2019            | Quarto lugar (2011)                            |
| UEFA (11 vagas)                              | Suécia         | 9         | 1991              | 2019            | Vice-campeã (2003)                             |
| UEFA (11 vagas)                              | Dinamarca      | 5         | 1991              | 2007            | Quartas de final (1991 e 1995)                 |
| UEFA (11 vagas)                              | Alemanha       | 9         | 1991              | 2019            | Campeã (2003 e 2007)                           |
| UEFA (11 vagas)                              | Inglaterra     | 5         | 1995              | 2019            | Terceiro lugar (2015)                          |
| UEFA (11 vagas)                              | Itália         | 4         | 1991              | 2019            | Quartas de final (1991)                        |
| UEFA (11 vagas)                              | Noruega        | 9         | 1991              | 2019            | Campeã (1995)                                  |
| UEFA (11 vagas)                              | Países Baixos  | 3         | 2015              | 2019            | Oitavas de final (2015)                        |
| UEFA (11 vagas)                              | Suíça          | 1         | 2015              | 2015            | Oitavas de final (2015)                        |
| UEFA (11 vagas)                              | Irlanda        | 1         | –                 | –               | Estreante                                      |
| CAF (4 vagas)                                | Zâmbia         | 1         | –                 | –               | Estreante                                      |
| CAF (4 vagas)                                | Marrocos       | 1         | –                 | –               | Estreante                                      |
| CAF (4 vagas)                                | Nigéria        | 9         | 1991              | 2019            | Quartas de final (1999)                        |
| CAF (4 vagas)                                | África do Sul  | 2         | 2019              | 2019            | Fase de grupos (2019)                          |
| CONCACAF (4 vagas)                           | Estados Unidos | 9         | 1991              | 2019            | Campeã (1991, 1999, 2015 e 2019)               |
| CONCACAF (4 vagas)                           | Costa Rica     | 2         | 2015              | 2015            | Fase de grupos (2015)                          |
| CONCACAF (4 vagas)                           | Canadá         | 8         | 1995              | 2019            | Quarto lugar (2003)                            |
| CONCACAF (4 vagas)                           | Jamaica        | 2         | 2019              | 2019            | Fase de grupos (2019)                          |
| CONMEBOL (3 vagas)                           | Brasil         | 9         | 1991              | 2019            | Vice-campeã (2007)                             |
| CONMEBOL (3 vagas)                           | Colômbia       | 3         | 2011              | 2015            | Oitavas de final (2015)                        |
| CONMEBOL (3 vagas)                           | Argentina      | 4         | 2003              | 2019            | Fase de grupos (2003, 2007 e 2019)             |
| Playoff intercontinental (3 vagas)           | Haiti          | 1         | –                 | –               | Estreante                                      |
| Playoff intercontinental (3 vagas)           | Portugal       | 1         | –                 | –               | Estreante                                      |
| Playoff intercontinental (3 vagas)           | Panamá         | 1         | –                 | –               | Estreante                                      |

## Eliminatórias
As três seguintes equipes se classificaram para a Copa do Mundo de Futebol Feminino de 2023.
| Equipe   | Classificada em         | Participações anteriores na Copa do Mundo FIFA de Futebol Feminino |
| -------- | ----------------------- | ------------------------------------------------------------------ |
| Haiti    | 22 de fevereiro de 2023 | 0 (estreante)                                                      |
| Portugal | 22 de fevereiro de 2023 | 0 (estreante)                                                      |
| Panamá   | 23 de fevereiro de 2023 | 0 (estreante)                                                      |